# Auchnagie
Auchnagie, selten auch als Achnagie oder nach ihrer Nähe zu dem Weiler Tullymet als Tullymet oder Easter Tullymet bezeichnet, war eine Whiskybrennerei nahe Ballinluig, Perth and Kinross, Schottland. Sie gehörte zusammen mit Ballechin und Grandtully zu einer Gruppe bäuerlicher Brennereien in der Gegend, von denen heute Edradour als einzige noch aktiv ist.
Die Brennerei wurde 1812 gegründet. Nach mehreren Besitzerwechseln gelangte sie 1890 in den Besitz von John Dewar & Sons, die die Brennerei im Jahre 1912 schlossen. Die Gebäude der ländlich gelegenen Brennerei sind noch heute teilweise erhalten.
Als Alfred Barnard im Rahmen seiner Whiskyreise im Jahre 1886 die Brennerei besuchte, verfügte sie über eine Produktionskapazität von 24.000 Gallonen, wobei jährlich etwa 19.000 Gallonen ausgestoßen wurden. Zum Einmaischen wurde Wasser aus den Auchnagie Hills verwendet.